# World Rugby U20 Trophy 2016
Die World Rugby U20 Trophy 2016 war die neunte Ausgabe des gleichnamigen Wettbewerbs in der Sportart Rugby Union, der als Qualifikation zur Juniorenweltmeisterschaft dient. Die Veranstaltung fand vom 19. April bis zum 1. Mai 2016 in Simbabwe statt. Den Wettbewerb entschied zum zweiten Mal Samoa für sich.
Einen Monat später fand in England die Juniorenweltmeisterschaft 2016 für höher eingestufte Mannschaften statt.

## Austragungsort
Sämtliche Spiele wurden im Harare Sports Club in Harare ausgetragen.

## Teilnehmer
Acht Mannschaften nahmen am Turnier teil. Automatisch qualifiziert waren Gastgeber Simbabwe und Samoa, der Letztplatzierte der Juniorenweltmeisterschaft 2014. Weitere sechs Länder qualifizierten sich über kontinentale Meisterschaften in Afrika, Asien, Europa, Nordamerika, Ozeanien und Südamerika.
| Land     | Qualifiziert als            |
| -------- | --------------------------- |
| Fidschi  | Junioren-Ozeanienmeister    |
| Hongkong | Junioren-Asienmeister       |
| Namibia  | Junioren-Afrikameister      |
| Samoa    | Absteiger JWM 2015          |
| Simbabwe | Gastgeber                   |
| Spanien  | Junioren-Europameister      |
| Uruguay  | Junioren-Südamerikameister  |
| USA      | Junioren-Nordamerikameister |

## Vorrunde
Modus:
- 4 Punkte bei einem Sieg
- 2 Punkte bei einem Unentschieden
- 1 Bonuspunkt für vier oder mehr Versuche, unabhängig vom Endstand
- 1 Bonuspunkt bei einer Niederlage mit sieben oder weniger Spielpunkten Unterschied

### Gruppe A
|    | Land     | Spiele | Siege | Unent. | Ndlg. | Spiel- punkte | Diff. | Bonus- punkte | Tabellen- punkte |
| -- | -------- | ------ | ----- | ------ | ----- | ------------- | ----- | ------------- | ---------------- |
| 1. | Samoa    | 3      | 3     | 0      | 0     | 142:54        | + 88  | 3             | 15               |
| 2. | Fidschi  | 3      | 2     | 0      | 1     | 88:88         | ± 0   | 2             | 10               |
| 3. | Uruguay  | 3      | 1     | 0      | 2     | 106:116       | − 10  | 3             | 7                |
| 4. | Simbabwe | 3      | 0     | 0      | 3     | 68:146        | − 78  | 0             | 0                |

| 19. April 2016 14:00 CAT | Uruguay         | 34 : 38 | Fidschi | Harare Sports Club, Harare Schiedsrichter: Kurt Weaver (USA) |
| 19. April 2016 14:00 CAT | (16:14) Bericht |         |         | Harare Sports Club, Harare Schiedsrichter: Kurt Weaver (USA) |

| 19. April 2016 16:00 CAT | Samoa          | 54 : 24 | Simbabwe | Harare Sports Club, Harare Schiedsrichter: Pablo Deluca (Argentinien) |
| 19. April 2016 16:00 CAT | (26:8) Bericht |         |          | Harare Sports Club, Harare Schiedsrichter: Pablo Deluca (Argentinien) |

| 23. April 2016 10:00 CAT | Samoa         | 32 : 8 | Fidschi | Harare Sports Club, Harare Schiedsrichter: Tim Baker (Hongkong) |
| 23. April 2016 10:00 CAT | (8:8) Bericht |        |         | Harare Sports Club, Harare Schiedsrichter: Tim Baker (Hongkong) |

| 23. April 2016 12:00 CAT | Uruguay        | 50 : 22 | Simbabwe | Harare Sports Club, Harare Schiedsrichter: Pablo Deluca (Argentinien) |
| 23. April 2016 12:00 CAT | (36:6) Bericht |         |          | Harare Sports Club, Harare Schiedsrichter: Pablo Deluca (Argentinien) |

| 27. April 2016 10:00 CAT | Fidschi        | 42 : 22 | Simbabwe | Harare Sports Club, Harare Schiedsrichter: Ricardo Sant’Anna (Brasilien) |
| 27. April 2016 10:00 CAT | (30:6) Bericht |         |          | Harare Sports Club, Harare Schiedsrichter: Ricardo Sant’Anna (Brasilien) |

| 27. April 2016 14:00 CAT | Samoa          | 56 : 22 | Uruguay | Harare Sports Club, Harare Schiedsrichter: Pablo Deluca (Argentinien) |
| 27. April 2016 14:00 CAT | (24:8) Bericht |         |         | Harare Sports Club, Harare Schiedsrichter: Pablo Deluca (Argentinien) |

### Gruppe B
|    | Land     | Spiele | Siege | Unent. | Ndlg. | Spiel- punkte | Diff. | Bonus- punkte | Tabellen- punkte |
| -- | -------- | ------ | ----- | ------ | ----- | ------------- | ----- | ------------- | ---------------- |
| 1. | Spanien  | 3      | 3     | 0      | 0     | 102:46        | + 56  | 2             | 14               |
| 2. | Namibia  | 3      | 2     | 0      | 1     | 138:92        | + 46  | 2             | 10               |
| 3. | USA      | 3      | 1     | 0      | 2     | 92:76         | + 16  | 4             | 8                |
| 4. | Hongkong | 3      | 0     | 0      | 3     | 28:146        | − 118 | 0             | 0                |

| 19. April 2016 10:00 CAT | USA             | 44 : 46 | Namibia | Harare Sports Club, Harare Schiedsrichter: Tim Baker (Hongkong) |
| 19. April 2016 10:00 CAT | (22:16) Bericht |         |         | Harare Sports Club, Harare Schiedsrichter: Tim Baker (Hongkong) |

| 19. April 2016 12:00 CAT | Spanien        | 44 : 8 | Hongkong | Harare Sports Club, Harare Schiedsrichter: Ricardo Sant’Anna (Brasilien) |
| 19. April 2016 12:00 CAT | (22:0) Bericht |        |          | Harare Sports Club, Harare Schiedsrichter: Ricardo Sant’Anna (Brasilien) |

| 23. April 2016 14:00 CAT | Spanien         | 40 : 22 | Namibia | Harare Sports Club, Harare Schiedsrichter: Kurt Weaver (USA) |
| 23. April 2016 14:00 CAT | (24:14) Bericht |         |         | Harare Sports Club, Harare Schiedsrichter: Kurt Weaver (USA) |

| 23. April 2016 16:00 CAT | USA            | 32 : 12 | Hongkong | Harare Sports Club, Harare Schiedsrichter: Faʻavae Neru (Fidschi) |
| 23. April 2016 16:00 CAT | (16:6) Bericht |         |          | Harare Sports Club, Harare Schiedsrichter: Faʻavae Neru (Fidschi) |

| 27. April 2016 12:00 CAT | Namibia        | 70 : 8 | Hongkong | Harare Sports Club, Harare Schiedsrichter: Faʻavae Neru (Samoa) |
| 27. April 2016 12:00 CAT | (38:0) Bericht |        |          | Harare Sports Club, Harare Schiedsrichter: Faʻavae Neru (Samoa) |

| 27. April 2016 16:00 CAT | Spanien       | 18 : 16 | USA | Harare Sports Club, Harare Schiedsrichter: Tim Baker (Hongkong) |
| 27. April 2016 16:00 CAT | (8:0) Bericht |         |     | Harare Sports Club, Harare Schiedsrichter: Tim Baker (Hongkong) |

## Finalrunde

### Spiel um Platz 7
| 1. Mai 2016 14:00 CAT | Simbabwe        | 40 : 44 | Hongkong | Harare Sports Club, Harare Schiedsrichter: Kurt Weaver (USA) |
| 1. Mai 2016 14:00 CAT | (28:44) Bericht |         |          | Harare Sports Club, Harare Schiedsrichter: Kurt Weaver (USA) |

### Spiel um Platz 5
| 1. Mai 2016 10:00 CAT | Uruguay         | 30 : 32 | USA | Harare Sports Club, Harare Schiedsrichter: Ricardo Sant’Anna (Brasilien) |
| 1. Mai 2016 10:00 CAT | (22:20) Bericht |         |     | Harare Sports Club, Harare Schiedsrichter: Ricardo Sant’Anna (Brasilien) |

### Spiel um Platz 3
| 1. Mai 2016 12:00 CAT | Fidschi        | 44 : 30 | Namibia | Harare Sports Club, Harare Schiedsrichter: Pablo Deluca (Argentinien) |
| 1. Mai 2016 12:00 CAT | (36:0) Bericht |         |         | Harare Sports Club, Harare Schiedsrichter: Pablo Deluca (Argentinien) |

### Finale
| 1. Mai 2016 16:00 CAT | Samoa           | 38 : 32 | Spanien | Harare Sports Club, Harare Schiedsrichter: Tim Baker (Hongkong) |
| 1. Mai 2016 16:00 CAT | (16:14) Bericht |         |         | Harare Sports Club, Harare Schiedsrichter: Tim Baker (Hongkong) |

## Schlussplatzierungen
| Platz | Land     |
| ----- | -------- |
| 01    | Samoa    |
| 02    | Spanien  |
| 03    | Fidschi  |
| 04    | Namibia  |
| 05    | USA      |
| 06    | Uruguay  |
| 07    | Hongkong |
| 08    | Simbabwe |

Samoa gewann das Turnier und nahm 2017 an der Juniorenweltmeisterschaft teil.